# Nicolas Plestan
Nicolas Plestan (Nizza, 2 giugno 1981) è un ex calciatore francese, di ruolo difensore.

## Palmarès

### Club

#### Competizioni nazionali
- Coppa di Germania: 1

Schalke 04: 2010-2011

#### Competizioni internazionali
- Coppa Intertoto UEFA: 1

Lilla: 2004